# Olaf-An Atom
Olaf-An Atom is een stomme film uit 1913 onder regie van Anthony O'Sullivan.

## Cast
| Acteur              | Personage       |
| ------------------- | --------------- |
| Harry Carey         | Olaf, een atoom |
| Kate Bruce          | Olafs moeder    |
| Charles Hill Mailes | Een ouder       |
| Claire McDowell     | Een ouder       |
| Donald Crisp        | De bedelaar     |
| Frank Evans         | De smid         |
| John T. Dillon      | De kraker       |
| Thomas Jefferson    | De dokter       |